# Saint-Martin-Saint-Firmin
Saint-Martin-Saint-Firmin è un comune francese di 256 abitanti situato nel dipartimento dell'Eure nella regione della Normandia.

## Società

### Evoluzione demografica
Abitanti censiti